# Vanadium(II)-iodid
Vanadium(II)-iodid ist eine chemische Verbindung der Elemente Vanadium und Iod.

## Gewinnung und Darstellung
Vanadium(II)-iodid kann durch Disproportionierung von Vanadium(III)-iodid bei 280 °C gewonnen werden:
{\displaystyle \mathrm {2\ VI_{3}\longrightarrow 2\ VI_{2}+I_{2}} }
Ebenfalls möglich ist die Darstellung aus den Elementen bei etwa 500 °C. Erfolgt die Reaktion mit einem geringen Iod-Überschuss entsteht die schwarze Form der Verbindung.
{\displaystyle \mathrm {V+I_{2}\longrightarrow VI_{2}} }

## Eigenschaften

### Physikalische Eigenschaften
Vanadium(II)-iodid kommt in zwei Formen vor. Die rote Form zerfließt erst nach mehreren Stunden an feuchter Luft. In Wasser löst sie sich auch beim Erwärmen nur  langsam, allerdings vollständig. Dagegen ist die schwarze Form ähnlich feuchtigkeitsempfindlich wie Vanadium(III)-iodid. Die rote Form bildet sehr dünne Blättchen, die schwarze tritt in hexagonalen Säulen auf. Die trigonale Kristallstruktur der roten Form entspricht der trigonalen Form von Cadmium(II)-iodid mit der Raumgruppe P3m1 (Raumgruppen-Nr. 164) und den Gitterparametern a = 4,000 Å, c = 6,670 Å.

### Chemische Eigenschaften
Vanadium(II)-iodid ist ein starkes Reduktionsmittel, das sogar Stickstoff in Anwesenheit von Magnesiumhydroxid zu Hydrazin reduziert.
Es löst sich in Wasser unter Bildung von [V(H2O)6]2+-Ionen:
{\displaystyle \mathrm {V^{2+}+6\ H_{2}O\longrightarrow [V(H_{2}O)_{6}]^{2+}} }